# Hal Abelson
Harold (Hal) Abelson es profesor de Ingeniería Eléctrica y Ciencias de la Computación del Instituto de Tecnología de Massachusetts (MIT), miembro de la Institute of Electrical and Electronics Engineers (IEEE), cofundador junto a Lawrence Lessig de Creative Commons, forma parte de la   Free Software Foundation  (FSF) y PublicKnowledge. Es codirector del Consejo del Instituto Tecnológico de Massachusetts (MIT) en Tecnología educativa,  y autor de varios libros sobre computación como Turtle geometry de Logo.
Es ganador de varios premios importantes de enseñanza en el MIT, así como del Institute of Electrical and Electronics Engineers (IEEE), citada por sus contribuciones a la enseñanza de las ciencias de la computación de pregrado.
Abelson tuvo un interés de larga data en el uso de computación como marco conceptual en la enseñanza. Dirigió la primera implementación de la lengua computer Logo para el ordenador Apple, que hizo la programación para los niños ampliamente disponibles en los ordenadores personales a partir de 1981. Junto con Gerald Jay Sussman, Abelson desarrolló en la introductoria del MIT, el tema ciencias de la computación, estructura e interpretación de los programas de ordenador, un tema organizado en torno a la idea de que un lenguaje de programación es principalmente un medio formal para expresar sus ideas acerca de la metodología, y no solo una manera de conseguir una computadora para realizar operaciones. Este trabajo, a través de un libro de texto de ciencias de la computación y videoconferencias populares ha tenido un impacto mundial sobre la educación universitaria de ciencias informáticas.

## Educación
Abelson se graduó con una licenciatura en matemáticas de la Universidad de Princeton en 1969 después de completar una tesis, titulada "Acciones con un conjunto de puntos fijos: una esfera de homología", bajo la supervisión de William Browder .
Posteriormente recibió un Ph.D. en matemáticas del Instituto de Tecnología de Massachusetts en 1973 después de completar su tesis doctoral, titulada "Variedades conjugadas topológicamente distintas con grupo fundamental finito", bajo la supervisión de Dennis Sullivan .